# Marquesado de Santa Coloma
El marquesado de Santa Coloma es un título nobiliario español creado el 19 de febrero de 1684 por el rey Carlos II a favor de Sebastián de la Torre y Borrás, noble del Reino de Aragón.
Este título fue rehabilitado en 1891, "a segundo titular", por el rey Alfonso XIII a favor de Mariano de la Torre y Gómez-Marañón, como segundo marqués de Santa Coloma.
Fue nuevamente rehabilitado en 1952 por Francisco Franco a favor de Damián de Oriol y Amigo de Íbero, como tercer marqués de Santa Coloma.

## Marqueses de Santa Coloma
| Creación por Carlos II            | Creación por Carlos II                     | Creación por Carlos II |
| --------------------------------- | ------------------------------------------ | ---------------------- |
| I                                 | Sebastián de la Torre y Borrás             | 1684-?                 |
| "II"                              | Antonio de la Torre y Andréu               |                        |
| "III"                             | Josefa de la Torre y López de Artieda      |                        |
| "IV"                              | Teresa Francisca de la Torre y de la Torre |                        |
| "V"                               | Juan de la Torre ? -1748                   |                        |
| "VI"                              | Felipe de la Torre y Pellicer              | ? - 1824               |
| "VII"                             | Ramón Joaquín de la Torre y Pellicer       | 1824-1834              |
| "VIII"                            | Mariano de la Torre y Ponte                | 1834-1870              |
| "IX"                              | Ramón de la Torre y Marañón                | 1870-?                 |
| "X"                               | Mariano de la Torre y Gómez-Marañón        |                        |
| Rehabilitación por Alfonso XIII   |                                            |                        |
| II                                | Mariano de la Torre y Gómez-Marañón        | 1891-1894              |
| Rehabilitado por Francisco Franco |                                            |                        |
| III                               | Damián de Oriol y Amigo de Íbero           | 1952-1968              |
| IV                                | María Teresa de Oriol y de Bayo            | 1970-actual titular    |

## Historia de los Marqueses de Santa Coloma
- Sebastián de la Torre y Borrás (n. en 1608), I marqués de Santa Coloma.

1. Casó con Antonia Pellicer y de la Torre en Morella. Le sucedió:

- Antonio de la Torre y Andréu, "II" marqués de Santa Coloma. Le sucedió:

- Josefa de la Torre y López de Artiedo, "III" marquesa de Santa Coloma. Le sucedió:

- Teresa Francisca de la Torre y de la Torre, "IV" marquesa de Santa Coloma.

- Juan de la Torre (f. en 1748), "V" marqués de Santa Coloma.

- Felipe de la Torre y Pellicer (1745-1824), "VI" marqués de Santa Coloma.

1. Casó con María Josefa Hermida y Marín. Sin descendientes. Le sucedió su hermano:

- Ramón Joaquín de la Torre y Pellicer (1763-1834), "VII" marqués de Santa Coloma.

1. Casó con María de la Trinidad Ponte y Villanueva. Le sucedió su hijo:

- Mariano de la Torre y Ponte (n. en 1815), "VIII" marqués de Santa Coloma. Le sucedió su hijo:

- Ramón de la Torre y Marañón, "IX" marqués de Santa Coloma. Le sucedió su hermano:

- Mariano de la Torre y Gómez-Marañón, "X" marqués de Santa Coloma.

Rehabilitado en 1891 por:
- Mariano de la Torre y Gómez-Marañón (fallecido en Cuba en 1894), II marqués de Santa Coloma.

1. Casó con Julia Jolín y Moliner, sin sucesión.[7]

Rehabilitado en 1952 por:
- Damián de Oriol y Amigo de Íbero (1889-Tortosa, 2 de junio de 1968),[8] III marqués de Santa Coloma[9]

1. Casó con María del Carmen de Bayo y Casellas. Le sucedió, en 1970, su hija:

- María Teresa de Oriol y de Bayo, IV marquesa de Santa Coloma.

1. Casó con Carlos de Alzola y de la Sota, IV marqués de Yurreta y Gamboa.